# Igor Tadić
Igor Tadić (* 4. Juli 1986) ist ein Schweizer Fussballspieler mit serbischen Wurzeln.

## Karriere
Igor Tadić kam 1990 im Alter von vier Jahren in die Schweiz zu seinen Eltern. Er hatte zuvor bei seinen Grosseltern in Serbien gelebt. Beim SC Steinhausen durchlief Tadić die Juniorenabteilung. Als ein möglicher Wechsel in die U-18-Mannschaft des SC Kriens ein Thema wurde, wurde er jedoch als zu schwach beurteilt. In der 3. Liga spielte Tadić in der 1. Mannschaft des SC Steinhausen, bis er 2005 in die 1. Liga zum FC Zug 94 wechselte. 2009 erfolgte innerhalb der 1. Liga der Wechsel zum SC Kriens, mit welchem er in derselben Saison den Aufstieg in die Challenge League schaffte. In der Saison 2011/12 schoss Igor Tadić in der Hinrunde insgesamt 14 Tore, plus sechs weitere Treffer im Schweizer Cup. 
Der damalige Tabellenführer der Challenge League, FC St. Gallen, verpflichtete den Stürmer für die kommende Saison 2012/13. Es war der erste Profivertrag für Tadić, der bis anhin nebenbei noch als Bauspengler arbeitete. Nach dem Aufstieg des FCSG gab Igor Tadić beim Heimspiel gegen die Grasshoppers Zürich sein Debüt in der Super League. Sein erstes Tor schoss er im Cup gegen den unterklassigen FC Altstetten, wo er zum 7:0-Endstand traf. In der Meisterschaft kam er während der gesamten Saison auf acht Teileinsätze, blieb jedoch ohne Torerfolg. Meist stand Tadić im Kader der U-21-Mannschaft in der 1. Liga Promotion, wo er mit zwölf Treffern in elf Spielen massgeblichen Anteil am Klassenerhalt hatte.
Nachdem der FC St. Gallen in der folgenden Sommerpause etliche Zuzüge für die Offensive tätigte, sanken die Einsatzchancen von Tadić weiter. Daher wurde am 27. Juni 2013 der Vertrag aufgelöst, dass sich Tadic ablösefrei einen neuen Verein suchen kann.
Seit dem 1. Juli 2013 spielt Tadić für den Genfer Traditionsklub Servette FC, welcher die Saison 2013/14 in der Challenge League bestritt. Bereits bei seinem ersten Einsatz traf Tadić für seinen neuen Verein. Nach einem Jahr beim Servette FC, in dem er in 29 Spielen 11 Tore erzielte, wurde die Kaufoption von Servette nicht gezogen und so wechselte er im Sommer 2014 zum FC Schaffhausen. In seiner ersten Saison 2014/15 mit dem FC Schaffhausen wurde er gleich Torschützenkönig in der Challenge League mit 19 Toren.
Per 1. Juli 2018 wechselt Tadić zum Liechtensteiner Verein FC Vaduz, wo er einen Einjahresvertrag unterzeichnete. Nach Ablauf des Vertrages wechselte er zurück zum SC Kriens.